# HIROKO TANIYAMA '90S
『HIROKO TANIYAMA '90S』（ヒロコ タニヤマ ナインティーズ）は、谷山浩子のベストアルバム。

## 概要
年代別コレクションシリーズの第3弾で、本作では1990年から1999年までの1990年代にリリースされた曲の中から選曲されている。
1990年以降はアルバム未収録のシングル曲は存在しないため（シングル自体も1994年の次は2012年）、選曲対象期間に発売されたアルバム（ベストアルバムは除く）の収録曲の中から選曲が行われた。
選曲に当たって1枚のアルバムからは最大2曲という縛りをかけたため、選者である谷山本人によると泣く泣く落とした曲も数多いとの話であった。また、1990年の『冷たい水の中をきみと歩いていく』以降、演奏時間が6分、7分を超える長大曲（本作収録曲から挙げると「カイの迷宮」「王国」）が増え始め、選曲には苦心したそうである。結果、収録時間は75分超と延びたものの、曲数は『HIROKO TANIYAMA '80S』から2曲減った16曲となっている。

## 収録曲
1. 会いたくて
2. 風のたてがみ
3. あかり
4. 月見て跳ねる
5. 森へおいで
6. 銀の記憶
7. ドッペル玄関
8. 小さな魚
9. 冷たい水の中をきみと歩いていく
10. きみが壊れた
11. 海の時間
12. 満月ポトフー
13. カイの迷宮
14. 見えない小鳥
15. 王国
16. 約束

- 作詞: 谷山浩子（全曲）
- 作曲: 谷山浩子（7,16を除く全曲）、石井AQ（7）、いしいめぐみ（16）
- 編曲: 谷山浩子・石井AQ（1,3,4,6,7,10,12,13,14,15,16）、丸尾めぐみ（2）、石井AQ（5,9）、倉田信雄（8）、斉藤ネコ（11）、山川恵津子（14）